# Procesión (película)
Procession (titulada en idioma español como Procesión) es un documental estadounidense del año 2021, dirigido y editado por Robert Greene. Muestra a un grupo de hombres que sufrieron abusos sexuales en su juventud cometidos por sacerdotes.
Su estreno mundial fue el 2 de septiembre de 2021 durante el Festival de Cine de Telluride. Llegó a las salas de cines el 12 de noviembre para finalmente ser exhibido en la plataforma Netflix a partir del 19 de noviembre de 2021.

## Argumento
Seis hombres que sufrieron abusos sexuales de sacerdotes católicos cuando eran jóvenes intentan encontrar la paz colaborando con los realizadores del documental en la dramatización de sus propios traumas.

## Lanzamiento
Procession tuvo su estreno mundial el 2 de septiembre de 2021 en el Festival de Cine de Telluride. Poco tiempo después, Netflix adquirió los derechos de distribución de la película. Fue proyectada en el Festival Internacional de Cine de Camdem el 17 de septiembre y en el AFI Fest el 13 de noviembre de 2021. Tuvo un lanzamiento limitado en los cines el 12 de noviembre, antes de llegar al catálogo de Netflix el 19 de noviembre de 2021.

## Recepción
En Rotten Tomatoes, Procession mantiene un 96% de aprobación considerando veinticinco reseñas profesionales.